# Sin dejar rastros
Pour plus de détails, voir Fiche technique et Distribution.
Sin dejar rastros (littéralement : « sans laisser de traces ») est un film d'animation muet en noir et blanc de Quirino Cristiani, sorti en Argentine en 1918.

## Synopsis
L'histoire vraie d'un sous-marin allemand qui torpilla un bateau argentin afin de contraindre l'Argentine à déclarer la guerre aux Alliés.

## Commentaire
C'est le second long métrage d'animation de l'histoire du cinéma, après El Apóstol du même réalisateur.
Cristiani avait très envie de faire un dessin animé sur ce sujet, mais lorsque le film sortit, la guerre n'était pas finie, et la presse — très élogieuse pour El Apóstol — le passa sous silence.

## Fiche technique
- Titre : Sin dejar rastros
- Réalisation : Quirino Cristiani
- Scénario : Quirino Cristiani
- Pays d'origine :  Argentine
- Format : Noir et blanc ; muet
- Durée :
- Date de sortie : 
  -  Argentine : 1918